# Mictopsichia argus
Mictopsichia argus är en fjärilsart som beskrevs av Walsingham 1897. Mictopsichia argus ingår i släktet Mictopsichia och familjen vecklare. Inga underarter finns listade i Catalogue of Life.